# Tullia Zevi
Tullia Zevi (Milánó, 1919. február 2. – Róma, 2011. január 22.) olasz újságíró, az olaszországi zsidó közösségek vezetője, valamint az olaszországi zsidó hitközségek szövetségének elnöke volt.

## Élete
Zsidó szülők gyermekeként született 1919. február 2-án Milánóban. Franciaországban járt egyetemre, de a második világháború náci megszállásai miatt ezt meg kellett szakítania, az Egyesült Államokba menekült. A világháború után tért csak vissza Olaszországba, ahol újságíróként dolgozott. Kiemelkedő szerepet játszott a zsidó-keresztény párbeszéd során, magas rangú tisztséget töltött be a Zsidó Világkongresszusban és az Európai Zsidó Kongresszusban is. Az olaszországi zsidó közösséget 15 éven át 1983 és 1998 között vezette. Rómában hunyt el 92 éves korában.